# 科洛科林
49°18′6″N 24°28′45″E / 49.30167°N 24.47917°E
科洛科林（烏克蘭語：Колоколин），是烏克蘭西部的村莊，隸屬伊萬諾-弗蘭科夫斯克州的伊萬諾-弗蘭科夫斯克區。該村始建於1394年，面積12.67平方公里，2001年人口682，人口密度每平方公里53.8人。